# Ameia

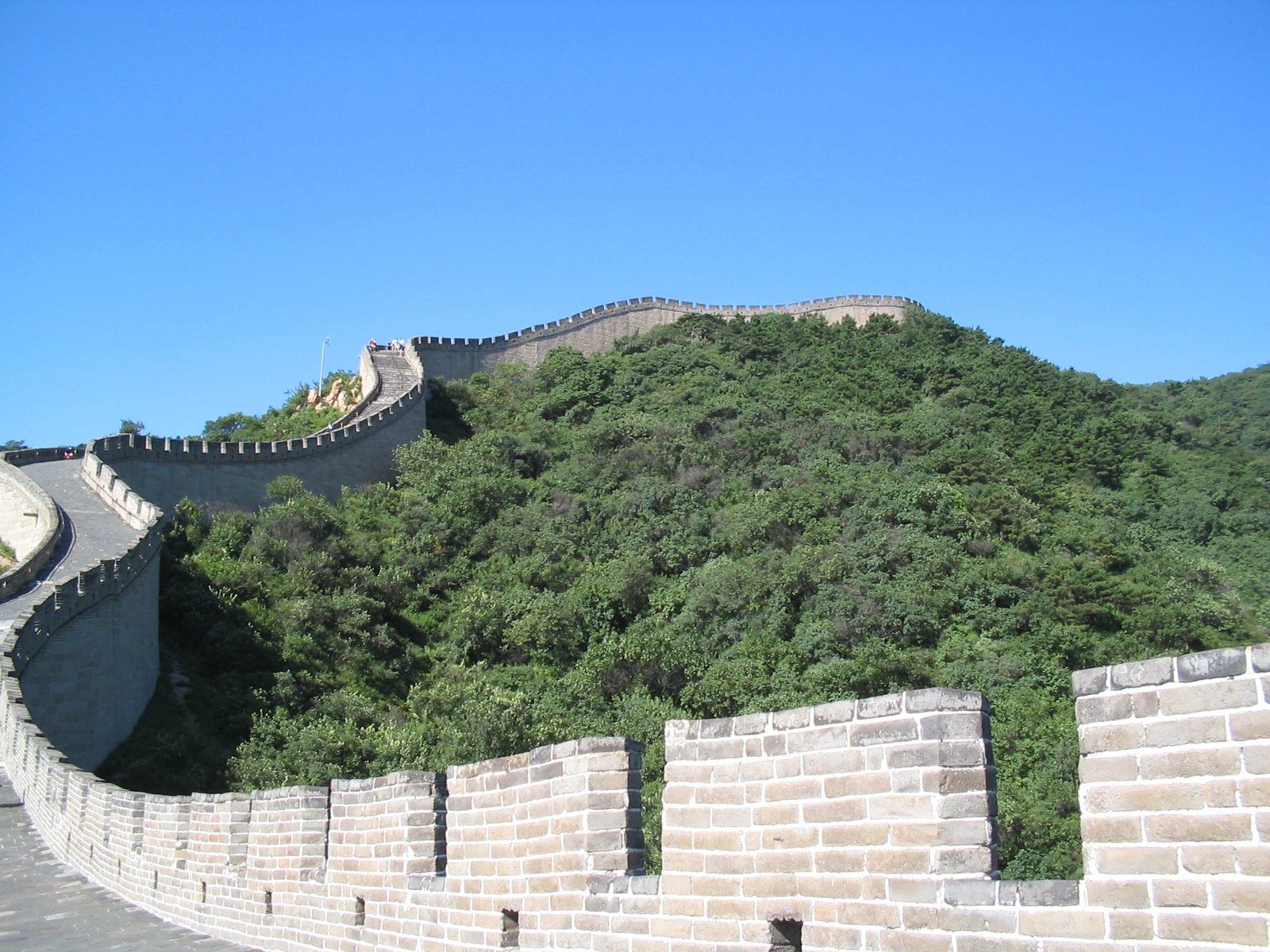
Ameias na Grande Muralha da China

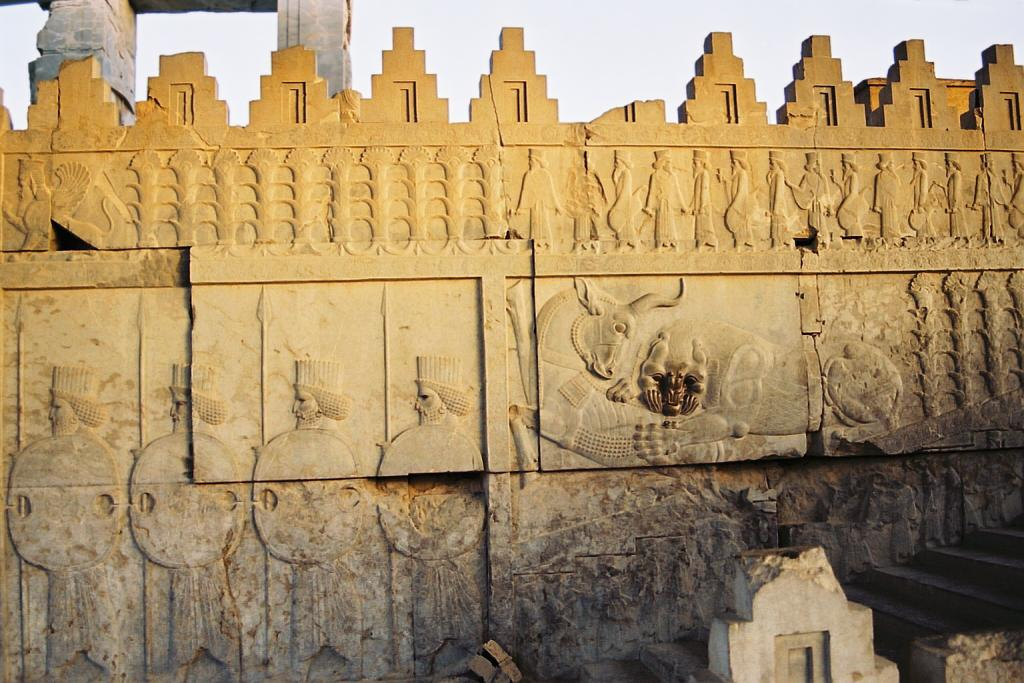
Ameias decorativas em Persépolis

Uma ameia na arquitetura defensiva, como a das muralhas da cidade ou castelos, compreende um parapeito (ou seja, uma parede baixa defensiva entre a altura do peito e a altura da cabeça), em que lacunas ou reentrâncias, que muitas vezes são retangulares, ocorrem em intervalos para permitir o lançamento de flechas ou outros projéteis de dentro das defesas. Essas lacunas são denominadas "ameias" (também conhecidas como cornetas ou canhoneiras), e uma parede ou edifício com elas é chamada de ameias; termos alternativos (mais antigos) são acastelados e combatidos. O ato de adicionar ameias a um parapeito previamente intacto é denominado ameia.

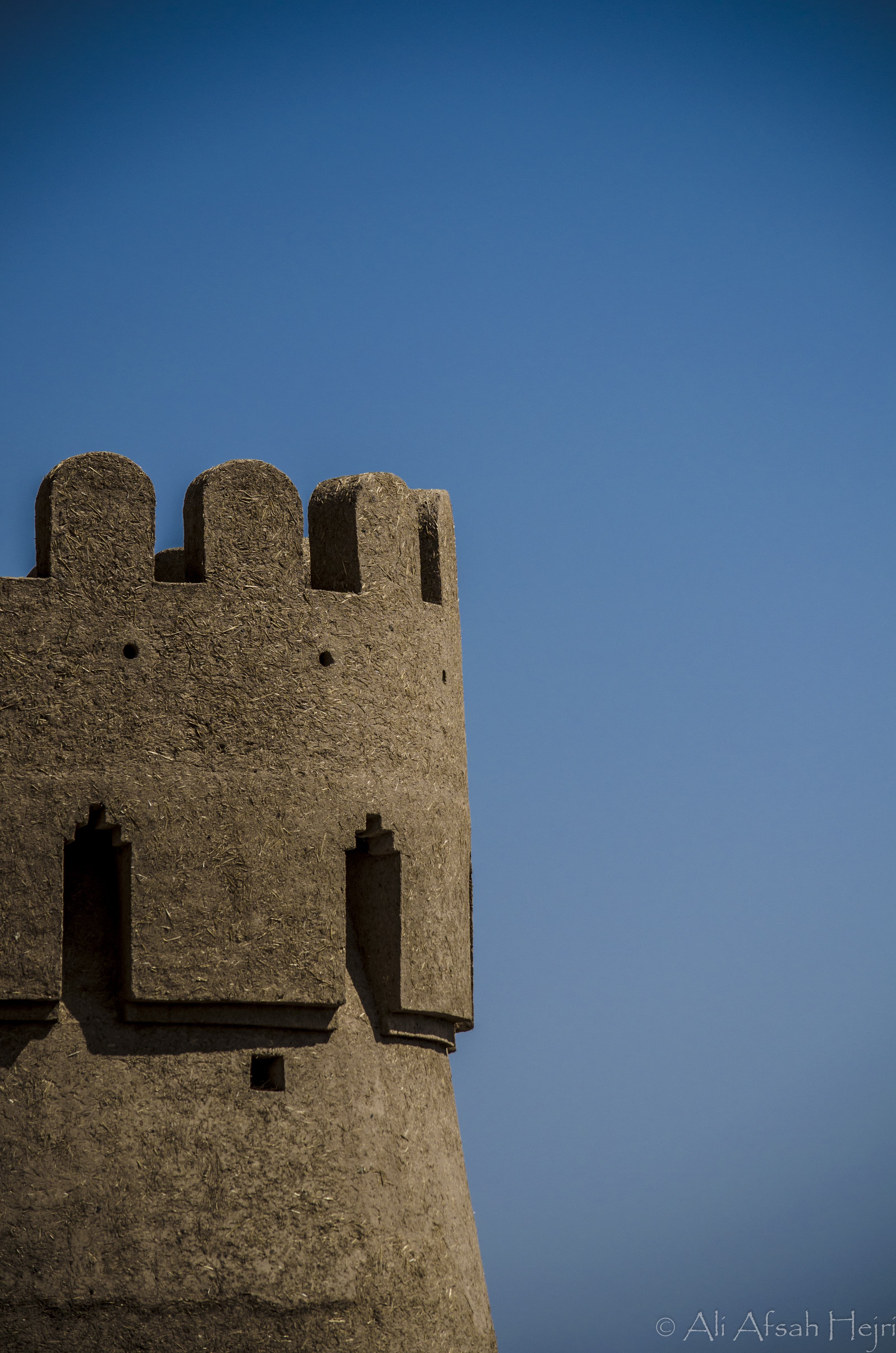
Ameias de uma torre da Cidadela de Bam, Irã

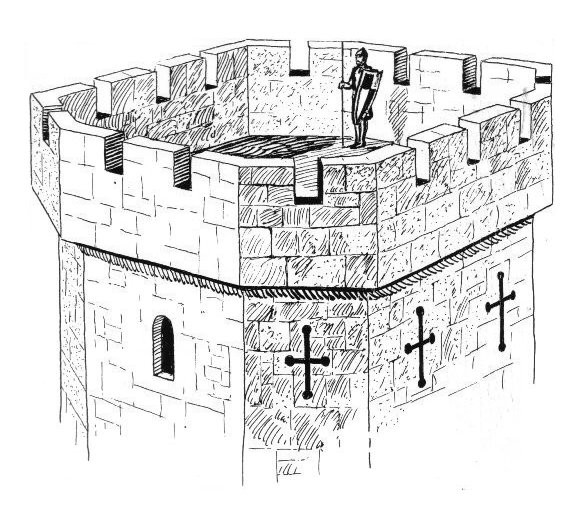
Desenho de ameias em uma torre, com troneiras cruzetadas

A função das ameias na guerra é proteger os defensores, dando-lhes algo para se esconderem, de onde possam sair para lançar seus próprios mísseis. Um edifício defensivo pode ser projetado e construído com ameias, ou uma casa senhorial pode ser fortificada adicionando ameias, onde nenhum parapeito existia anteriormente, ou cortando ameias em sua parede de parapeito existente. Uma característica distintiva da arquitetura de igreja inglesa do final da Idade Média é a ameia nos topos das torres das igrejas e, frequentemente, nos topos das paredes inferiores. Estes são essencialmente decorativos em vez de funcionais, como muitos exemplos em edifícios seculares.
As larguras sólidas entre as ameias são chamadas de merlões. As ameias nas paredes têm passarelas protegidas (chemin de ronde) atrás delas. No topo de torres ou edifícios, o telhado (geralmente plano) é usado como plataforma de combate protegida.

## Etimologia
O termo originou-se por volta do século XIV da palavra francesa arcaica batailler, "fortificar com batailles " (torres de defesa fixas ou móveis). A palavra Crenel deriva da antiga franceses cren (francês moderno Cran), Latim crena, ou seja, um entalhe, mortice ou outra lacuna cortar muitas vezes para receber um outro elemento ou de fixação; veja também crenação. A palavra francesa moderna para crenel é créneau, também usado para descrever uma lacuna de qualquer tipo, por exemplo, uma vaga de estacionamento na beira da estrada entre dois carros, intervalo entre grupos de tropas em marcha ou um intervalo de tempo em uma transmissão.

Batalha com o brasão de armas de Seinäjoki na Finlândia Seinäjoki na Finlândia

## Licença para crenelar
Na Inglaterra e no País de Gales medievais, uma licença para ameiar concedia ao titular permissão para fortificar sua propriedade. Essas licenças foram concedidas pelo rei e pelos governantes dos condados palatinos dentro de suas jurisdições, por exemplo, pelos bispos de Durham e os condes de Chester e depois de 1351 pelos duques de Lancaster. Os registros que sobrevivem destas licenças, geralmente emitidos por cartas de patentes, fornecem evidências valiosas para a datação de edifícios antigos. Uma lista de licenças emitidas pela Coroa inglesa entre os séculos XII e XVI foi compilada por Turner & Parker e expandida e corrigida por Philip Davis e publicada no The Castle Studies Group Journal.
Tem havido um debate acadêmico sobre o propósito do licenciamento. A visão de historiadores com foco militar é que o licenciamento restringia o número de fortificações que poderiam ser usadas contra um exército real. A visão moderna, proposta notavelmente por Charles Coulson, é que as ameias se tornaram um símbolo de status arquitetônico muito procurado pelos socialmente ambiciosos, nas palavras de Coulson: "As licenças para ameiar eram principalmente representações simbólicas do status de nobre: castelação era a expressão arquitetônica dos nobres classificação". Eles indicaram ao observador que o donatário havia obtido "reconhecimento real, reconhecimento e elogio". A coroa ocasionalmente cobrava uma taxa pela concessão das licenças.

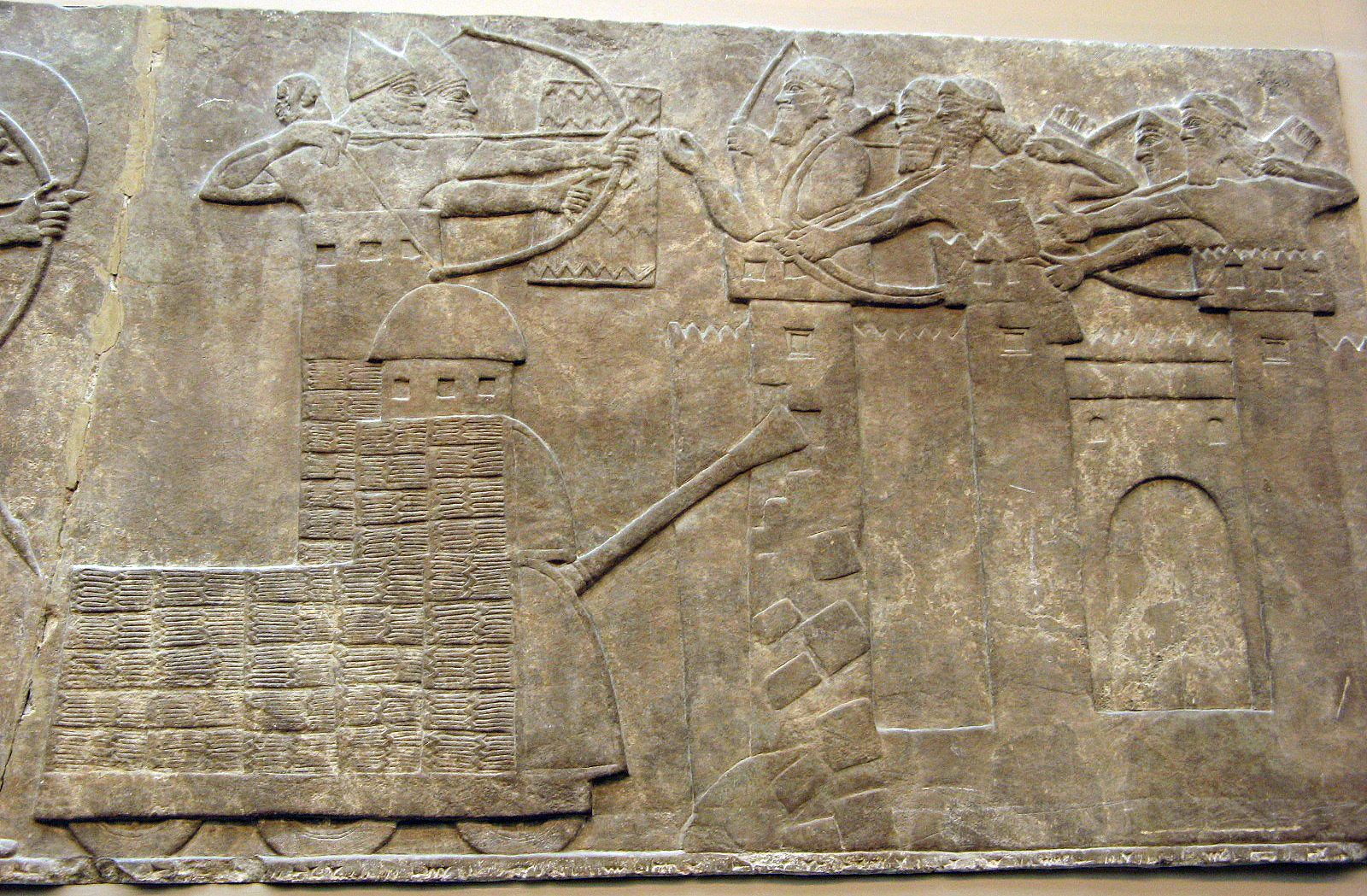
Relevo do século 9 a.C. de um ataque assírio a uma cidade murada com ameias em forma de zigue-zague

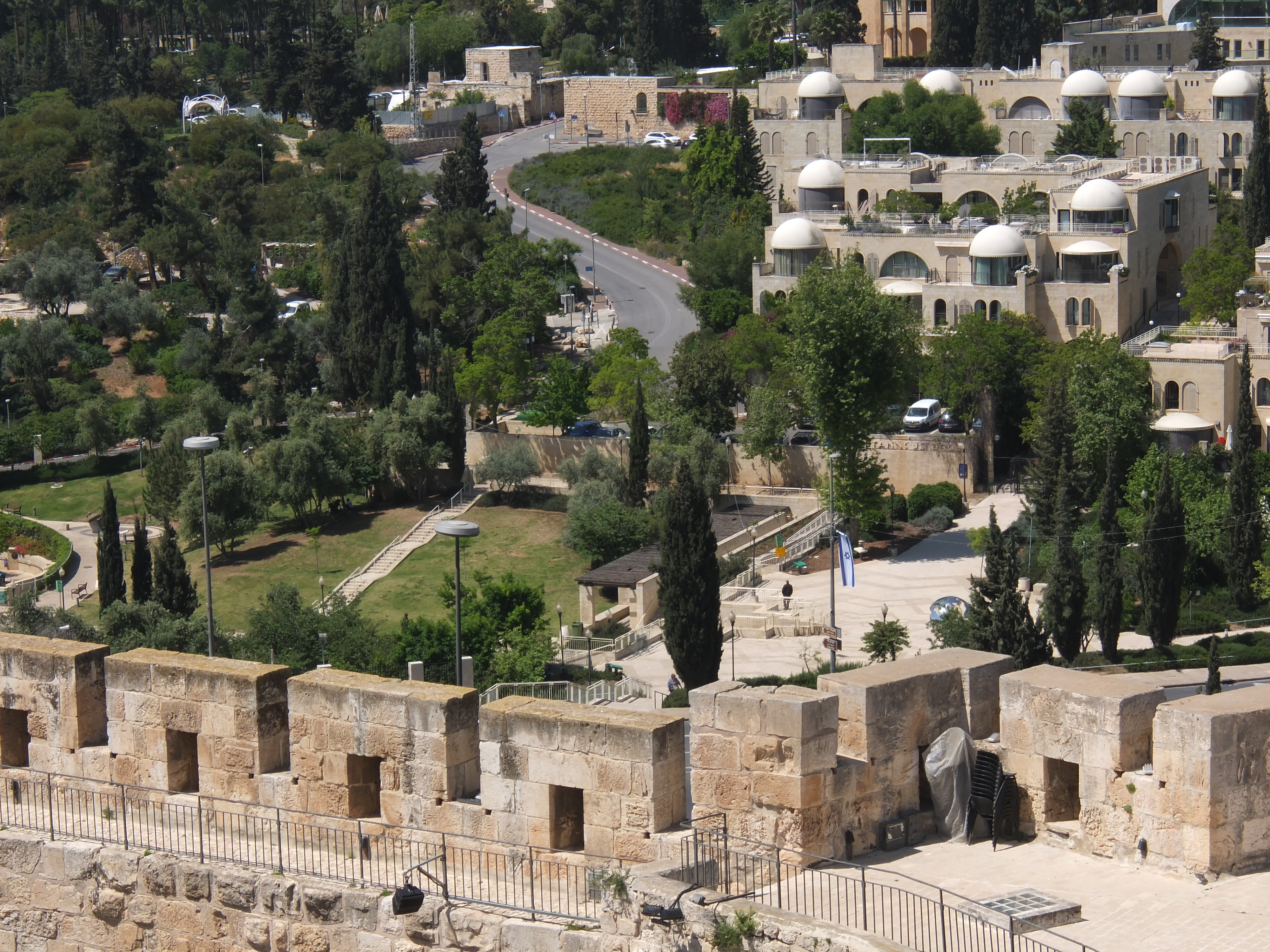
Ameias da Torre de Davi em Jerusalém, que datam das eras mameluco e otomana na Palestina.

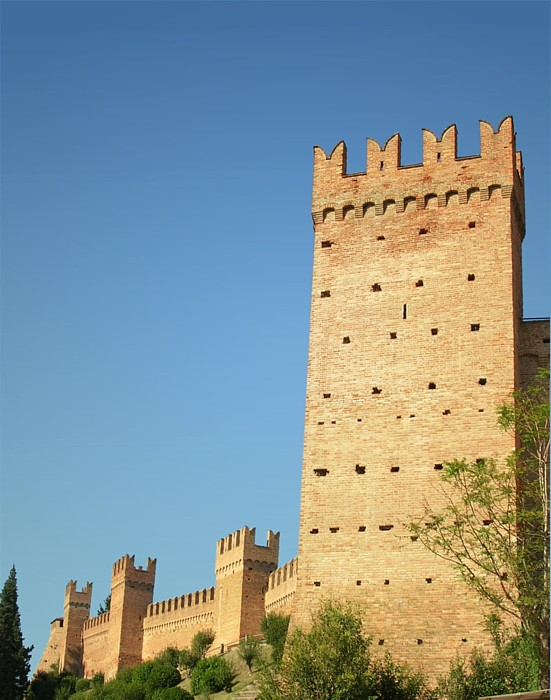
Castelo de Gradara, Itália, paredes externas dos séculos 13 a 14, mostrando na torre entalhes curvos em forma de V nos merlões

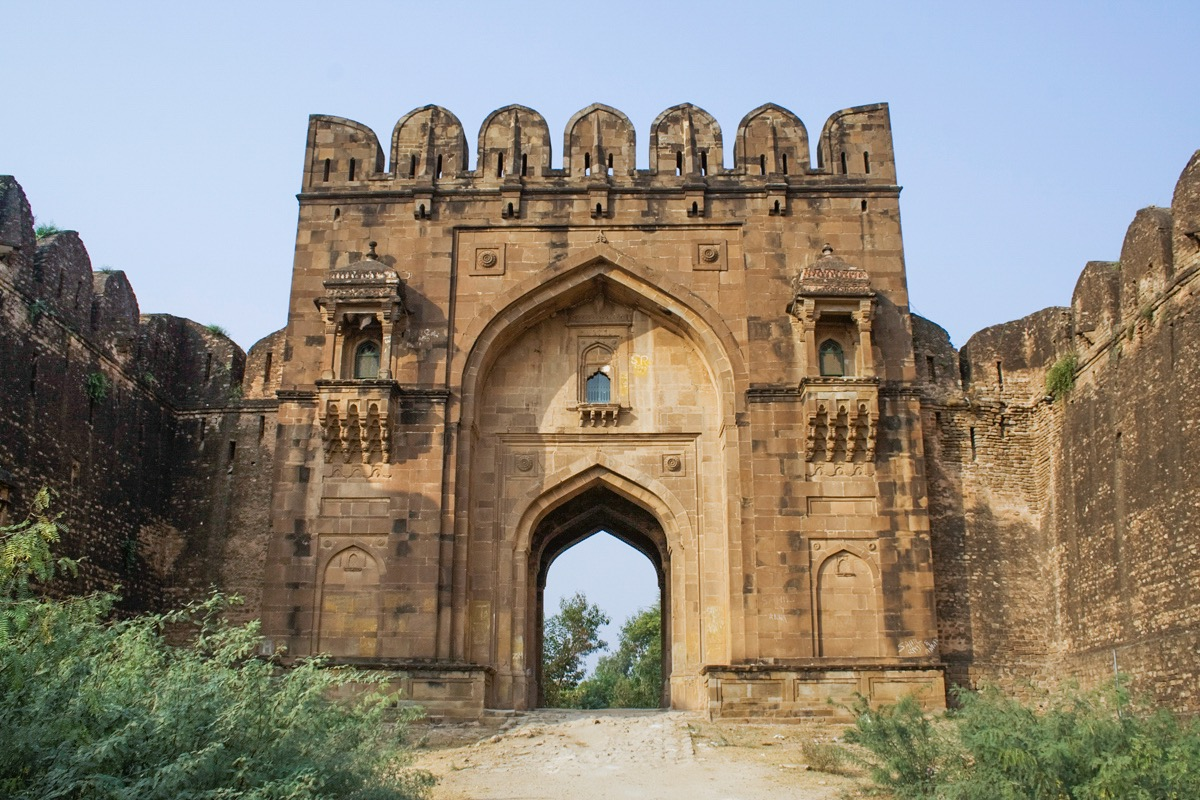
Rohtas Fort, Paquistão

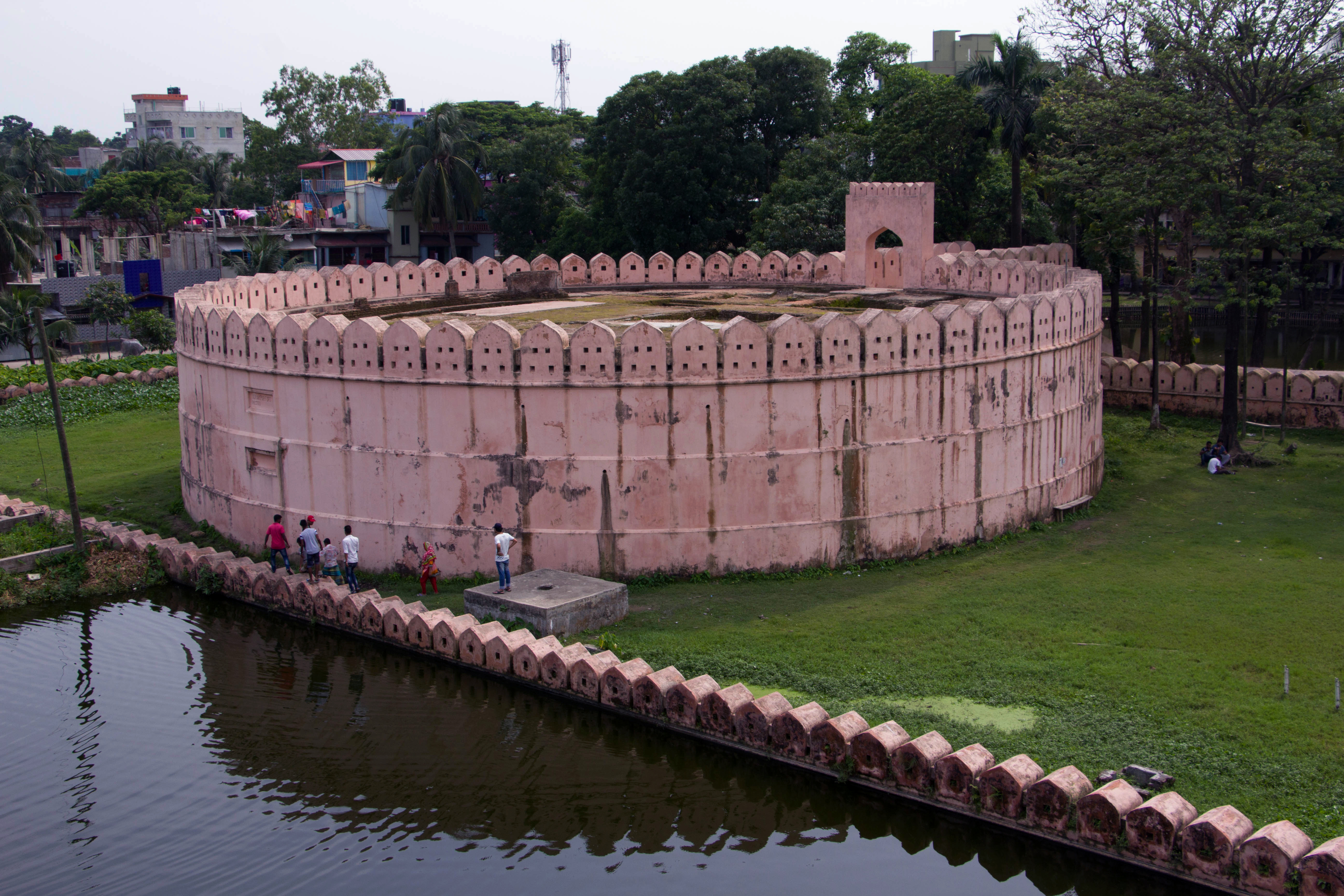
Forte de Idrakpur, Bangladesh

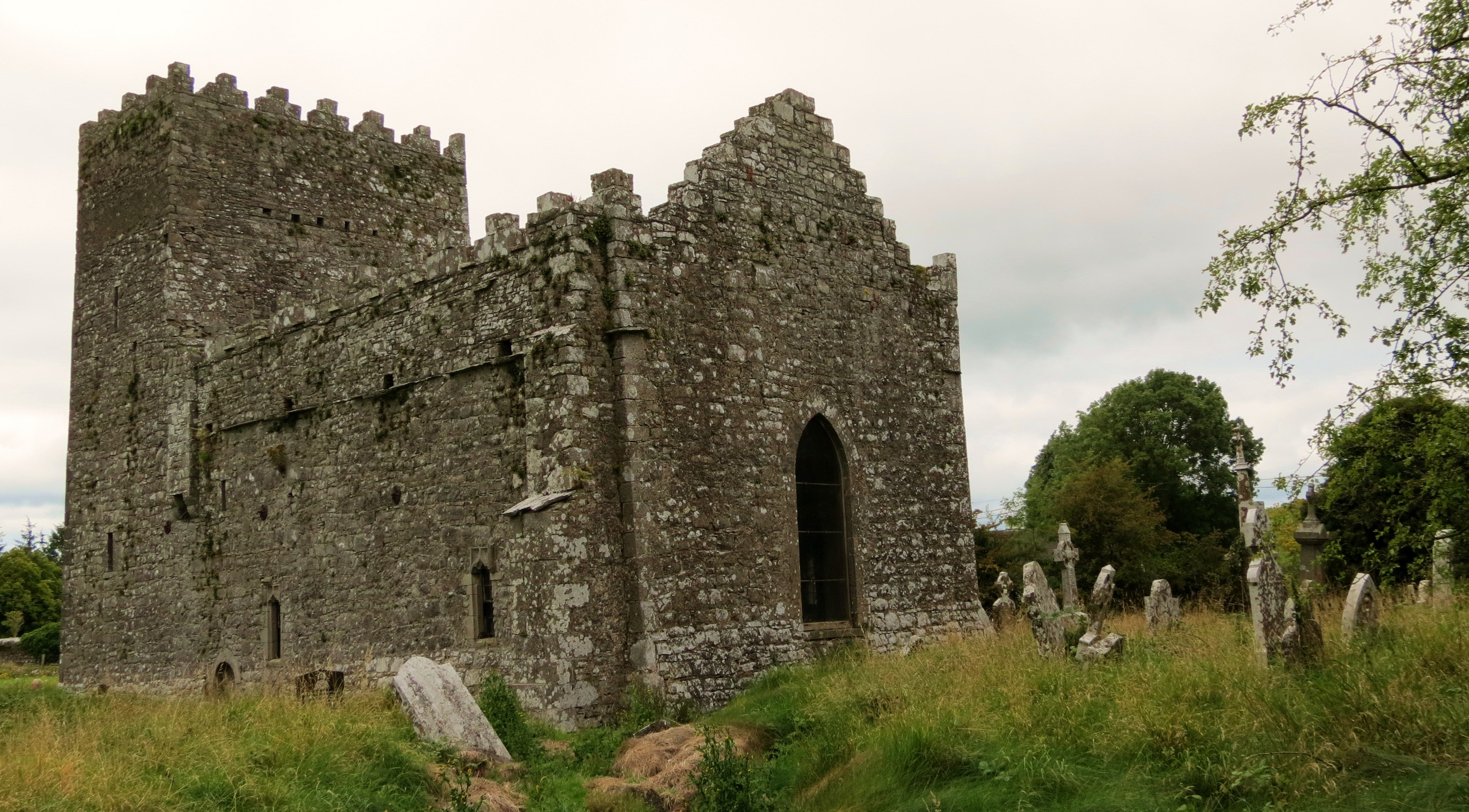
Igreja Taghmon no Condado de Westmeath, Irlanda, com ameias irlandesas

## Machicolations
As ameias podem ser pisadas para pendurar a parede abaixo e podem ter aberturas em suas bases entre os cachorros de suporte, através das quais pedras ou objetos em chamas podem ser lançados sobre os atacantes ou sitiantes; estes são conhecidos como machicolações.

## História
Ameias têm sido usadas há milhares de anos; o primeiro exemplo conhecido está na fortaleza de Buhen, no Egito. Ameias eram usadas nas paredes que cercavam as cidades assírias, conforme mostrado nos baixos-relevos de Nimrud e outros lugares. Vestígios deles permanecem em Micenas, na Grécia, e alguns vasos da Grécia antiga sugerem a existência de ameias. A Grande Muralha da China tem ameias.

## Desenvolvimento
Nas ameias europeias da Idade Média, a amurada compreendia um terço da largura do merlon: este, além disso, podia ser dotado de laços de flecha de várias formas (do simplesmente redondo ao cruciforme), dependendo da arma que é utilizado. Os últimos merlões permitiam o fogo das primeiras armas de fogo. A partir do século XIII os merlões podiam ser conectados com venezianas de madeira que forneciam proteção adicional quando fechadas. As venezianas foram projetadas para serem abertas para permitir que os atiradores atirem contra os atacantes e fechadas durante a recarga.

## Roma Antiga
Os romanos usaram pináculos baixos de madeira para seus primeiros aggeres (terrepleins). Nas ameias de Pompéia, proteção adicional derivada de pequenos contrafortes internos ou paredes de esporão, contra os quais o defensor poderia se posicionar para obter proteção completa de um lado.

## Itália
Os buracos de laço eram frequentes nas ameias italianas, onde o merlon tem uma altura muito maior e um gorro distinto. Os arquitetos militares italianos usaram a chamada ameia gibelina ou rabo de andorinha, com entalhes em forma de V no topo do merlon, dando um efeito de chifre. Isso permitiria que o defensor ficasse protegido enquanto atirava de pé, totalmente reto. Os merlões retangulares normais foram posteriormente apelidados de Guelph.

## Subcontinente indiano
Muitas ameias do sul da Ásia são feitas de parapeitos com merlões de formas peculiares e sistemas complicados de lacunas, que diferem substancialmente do resto do mundo. Os merlões indianos típicos eram semicirculares e pontiagudos no topo, embora às vezes pudessem ser falsos: o parapeito pode ser sólido e os merlões mostrados em relevo do lado de fora, como é o caso em Chittorgarh. As brechas podiam ser feitas tanto nos próprios merlões quanto sob as ameias. Eles podiam olhar para frente (para comandar abordagens distantes) ou para baixo (para comandar o pé da parede). Às vezes, um merion era perfurado com duas ou três lacunas, mas, normalmente, apenas uma lacuna era dividida em duas ou três fendas por partições horizontais ou verticais. A forma das lacunas, assim como a forma dos merlões, não precisava ser a mesma em todo o castelo, como mostrado por Kumbhalgarh.

## Oriente Médio e África
Nas fortificações muçulmanas e africanas, os merlões costumavam ser arredondados. As ameias dos árabes tinham um caráter mais decorativo e variado, e foram continuadas a partir do século XIII, não tanto para fins defensivos, mas para coroar as paredes. Eles têm uma função semelhante à crista encontrada na arquitetura renascentista espanhola.

## Irlanda
As ameias "irlandesas" são uma forma distinta que apareceu na Irlanda entre os séculos XIV e XVII. Essas eram ameias em forma de "degraus", com cada merlon em forma de 'T' invertido.

## Elemento decorativo
Arquitetos europeus persistentemente usaram ameias como uma característica puramente decorativa ao longo dos períodos Decorado e Perpendicular da arquitetura gótica. Não ocorrem apenas em parapeitos, mas também nas travessas das janelas e nas vigas de ligação dos telhados e nas telas, e mesmo nas chaminés Tudor. Um tratamento decorativo adicional aparece nos painéis elaborados dos merlões e aquela parte das paredes do parapeito que se eleva acima da cornija, pela introdução de quadrifólios e outras formas convencionais preenchidas com folhagem e escudo.

## Leitura complementar
- Coulson, Charles, 1979, "Structural Symbolism in Medieval Castle Architecture" Journal of the British Archaeological Association Vol. 132, pp 73–90
- Coulson, Charles, 1994, "Freedom to Crenellate by Licence - An Historiographical Revision" Nottingham Medieval Studies Vol. 38, pp. 86–137
- Coulson, Charles, 1995, "Battlements and the Bourgeoisie: Municipal Status and the Apparatus of Urban Defence" in Church, Stephen (ed), Medieval Knighthood Vol. 5(Boydell), pp. 119–95
- Coulson, Charles, 2003, Castles in Medieval Society, Oxford University Press.
- Coulson, Charles, Castles in the Medieval Polity - Crenellation, Privilege, and Defence in England, Ireland and Wales.
- King, D. J. Cathcart, 1983, Castellarium Anglicanum (Kraus)